# Pat Gelsinger
Pat Gelsinger, hay còn được biết đến với tên đầy đủ là Patrick Paul Gelsinger (phát âm: /ˈɡɛlsɪŋɡər/; sinh ngày 5 tháng Ba năm 1961) là một kỹ sư, doanh nhân kiêm quản lý công nghệ người Mỹ. Ông là đương kim Tổng Giám đốc Điều hành (CEO) của Tập đoàn Intel.
Bắt đầu bước chân vào và tạo dựng sự nghiệp tại Thung lũng Silicon vào cuối thập niên 1970, Gelsinger đã tốt nghiệp Đại học Stanford với tấm bằng thạc sĩ và thiết kế vi xử lý Intel 80486 vào giữa thập niên 1980. Trước khi trở lại Intel, ông từng là CEO của VMware cũng như là Chủ tịch kiêm Giám đốc Điều hành (COO) của EMC (nay là Dell EMC).

## Thuở thiếu thời và quá trình học tập
- Thuở nhỏ, Gelsinger được sống trong sự chăm sóc, dạy bảo của cha mẹ, June và Paul Gelsinger, trong các trang trại của gia đình tại vùng nông thôn Robesonia của bang Pennsylvania.[6][7]
- Khi lên tuổi thiếu niên, ông đạt điểm cao trong kỳ kiểm tra công nghệ Điện - Điện tử Lincoln Tech, qua đó giành được một học bổng đồng thời có được quyền nhập học sớm. Nhưng Gelsinger đã bỏ học khi đang học năm cuối cùng tại trường Trung học Conrad Weiser và rời xa vòng tay của gia đình để theo học ở một trường cao đẳng ở tuổi 16 (năm 1977). Tại đây, ông đã hoàn thành những gì còn dang dở trước đó để có được bằng tốt nghiệp trung học và sau đó được làm việc tại Kênh 69 cùa đài WFMZ-TV với tư cách là một kỹ thuật viên,[8] trong khi chờ nhận bằng cao đẳng từ Lincoln Tech tại West Orange, New Jersey.[9]
- Năm 1979, khi mới 18 tuổi, ông đến Thung lũng Silicon để bắt đầu làm việc cho Intel với tư cách là một kỹ thuật viên kiểm soát chất lượng.[6][7][10] Lúc ấy, ông có được thêm bằng cử nhân về kỹ thuật điện từ trường Đại học Santa Clara năm 1983[11] và sau đó là hai bằng thạc sĩ lần lượt về kỹ thuật điện và khoa học máy tính tại Đại học Stanford năm 1985.[9]
- Năm 2021, khi đã bước sang tuổi 60, Gelsinger được bổ nhiệm vào Hiệp hội những người thay đổi thế giới (Society of World Changers) của Đại học Indiana Wesleyan. Trong buổi phát biểu trong khuôn viên trường, ông đã nhận được bằng tiến sĩ khoa học danh dự và bức tượng bán thân bằng đồng của ông được đặt trong một đảo tròn nằm trong khu vực thư viện của trường đại học
- Năm 2022, ông được trường Đại học tiểu bang Ohio trao bằng Tiến sĩ Kỹ thuật ở tuổi 61.[12]

## Sự nghiệp

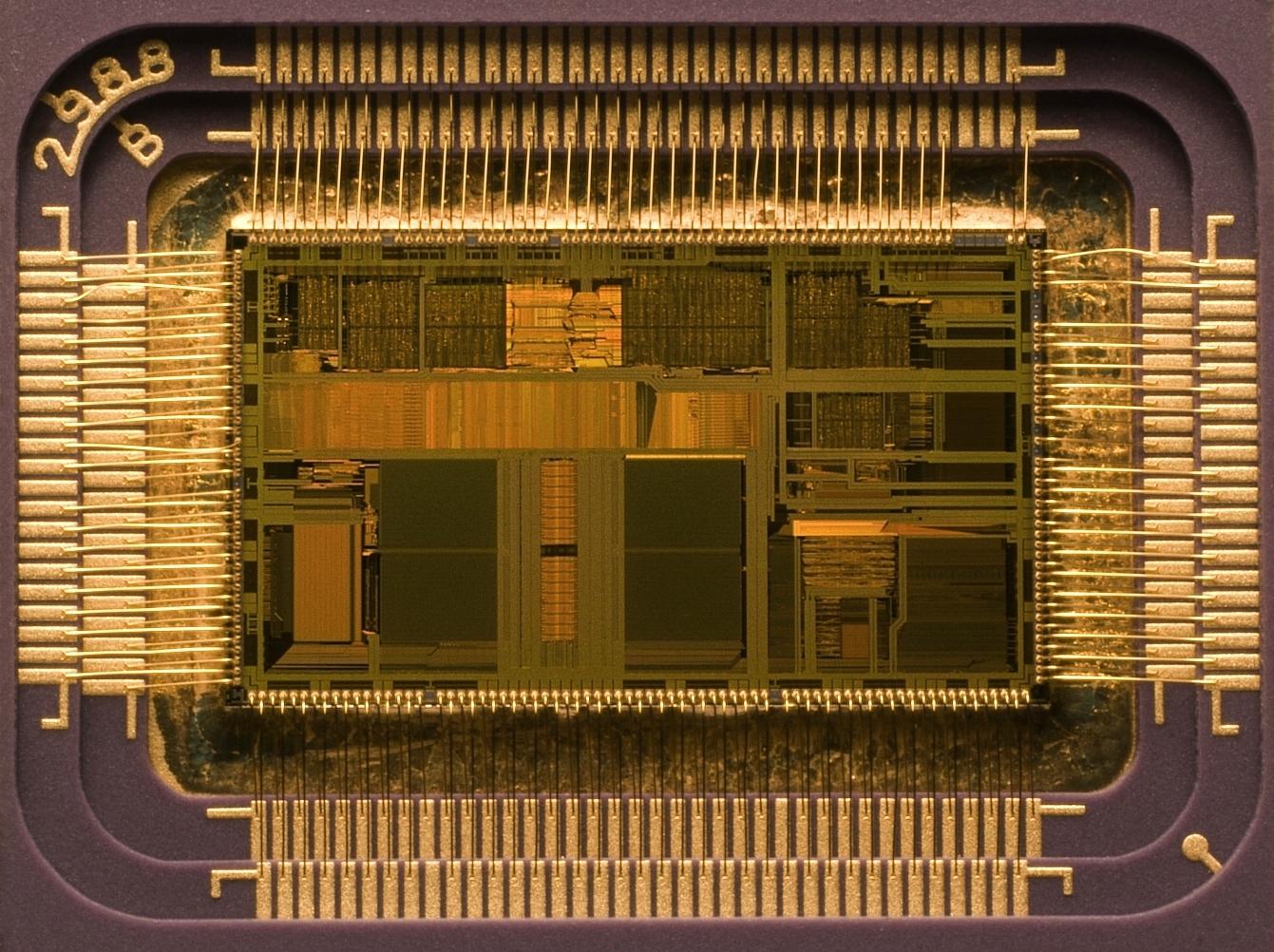
Một bộ vi xử lý Intel 486DX2 sử dụng kiến trúc 80486 do Gelsinger thiết kế vào thập niên 1980

Gelsinger đã dành phần lớn sự nghiệp của mình cho một công ty ở Oregon, một trong những nơi ông coi là nhà. Kể từ đó, ông đã làm được và trải qua các cột mốc và sự kiện như sau:
- Năm 1987, ông cùng với kỹ sư John Crawford viết cuốn sách Lập trình trên bộ vi xử lý Intel 80386 - cuốn sách đầu tiên trong cuộc đời và sự nghiệp của ông.[1][15] Gelsinger cũng là kiến trúc sư trưởng của bộ xử lý Intel 80486 thế hệ thứ 4[1] ra mắt năm 1989.[9]  Năm 1993, ở tuổi 32, ông trở thành Phó chủ tịch trẻ nhất trong lịch sử của tập đoàn Intel.[7] Dưới sự chỉ bảo của CEO Intel lúc bấy giờ là Andrew Grove, Gelsinger đã trở thành Giám đốc công nghệ (CTO) của tập đoàn vào năm 2001 (ở tuổi 40), đồng thời là một trong những nhân tố chính trong các dự án công nghệ quan trọng, bao gồm Wi-Fi, USB; các vi xử lý Intel Core và Intel Xeon; cùng với 14 dự án chip khác.[2][16] Ông là người đã khởi động Diễn đàn phát triển của Intel (Intel Developer Forum) - như một công cụ để hợp tác với WinHEC của Microsoft.
- Năm 2008, Gelsinger gia nhập chương trình Fellow của Hội Kỹ sư Điện và Điện tử (IEEE) và là giám đốc của Hiệp hội Công nghiệp Bán dẫn Hoa Kỳ (SIA). Ông cũng trở thành một thành viên của Ủy ban Cố vấn An ninh Viễn thông Quốc gia Hoa Kỳ (NSTAC).[11]
- Tháng 9 năm 2009, Gelsinger rời Intel để nhậm chức Chủ tịch kiêm Giám đốc Điều hành (COO) của EMC (nay là Dell EMC).[16] Năm 2012, ông trở thành CEO của VMware,[2] nơi ông là "CEO thời vụ" và đạt được cột mốc "một kỹ năng lãnh đạo mới."[17]
- Ngày 15 tháng Hai năm 2021, Gelsinger trở lại Intel sau 12 năm xa cách và ngay lập tức trở thành tân Tổng Giám đốc Điều hành (CEO) của tập đoàn.[3][18] Điều này kéo theo việc tổ chức lại, do giá cổ phiếu giảm từ nhà đầu tư hoạt động mới nhất của nó là Tổ chức Điểm Quản lý Thứ Ba (Third Point Management). Gelsinger đã lãnh đạo quá trình điều chỉnh lộ trình của Intel, bao gồm việc xây dựng mới hai nhà máy sản xuất (fabs) trị giá 20 tỷ USD ở Arizona, tây nam Hoa Kỳ để mở rộng quy mô sản xuất theo kế hoạch đã được vạch sẵn, đồng thời cũng để cạnh tranh cho việc nhận trợ cấp từ Đạo luật Chip và Khoa học của Chính phủ Hoa Kỳ mà đứng đầu là tổng thống Mỹ Joe Biden.[19][20][21][22][23][24] Truyền thông lúc đó đã đưa tin phản hồi tích cực đối với kế hoạch của ông và thị trường chứng khoán đã ghi nhận những tác động tích cực mà bằng chứng là giá cổ phiếu Intel thời điểm đó tăng gần 8%.[25][26] Đến ngày 23 tháng 3 năm 2021, cổ phiếu của Intel đã tăng hơn 6% sau nhận xét của Gelsinger về chiến lược của tập đoàn.[27]
- Tháng 5 năm 2021, Gelsinger có mặt trong một buổi phỏng vấn của nhà báo Lesley Stahl của đài 60 Minutes. Ông tuyên bố rằng Intel có kế hoạch bắt kịp tiến trình công nghệ của TSMC (Đài Loan) và Samsung (Hàn Quốc) trong vòng 5 năm tới. Điều này sau đó cũng được Intel xác nhận trong một thông cáo ngày 26 tháng Bảy cùng năm.[28] Ông cũng đã công bố gói nâng cấp trị giá 350 tỷ USD dành cho trung tâm sản xuất của Intel ở New Mexico.[29]
- Tháng 3 năm 2022, Gelsinger đã thông báo về việc bắt đầu xây dựng mới một nhà máy chế tạo có trị giá khoảng 20 tỷ USD gần Magdeburg, Saxony-Anhalt, Đức, qua đó tạo ra 7.000 việc làm khi nhà máy được xây dựng và 3.000 việc làm vào năm 2027 - thời điểm nhà máy đi vào hoạt động chính thức.[30]
- Chiều ngày 27 tháng Năm năm 2022, Gelsinger có chuyến công tác đến Việt Nam và có cuộc tiếp xúc với Thủ tướng Chính phủ Việt Nam Phạm Minh Chính. Trong buổi tiếp xúc ấy, thủ tướng đã đề nghị Intel tài trợ và "đầu tư nhiều hơn vào Việt Nam, nhất là các lĩnh vực công nghệ cao, công nghệ sạch, qua đó đóng góp vào quá trình chuyển đổi số, số hóa nền kinh tế, ứng phó biến đổi khí hậu, đào tạo nguồn nhân lực chất lượng cao tại các địa phương"; đồng thời cảm ơn Intel đã đón tiếp đoàn công tác của Việt Nam tới thăm trụ sở Tập đoàn tại California ngày 17 cùng tháng. Đáp lại, Gelsinger đánh giá Việt Nam là "điểm đến hấp dẫn cho các nhà đầu tư với nền kinh tế năng động, thị trường đầy tiềm năng, người dân cần cù, sáng tạo, Chính phủ luôn tạo điều kiện cho các nhà đầu tư nước ngoài. Trong bối cảnh rất khó khăn vừa qua trên toàn thế giới, Chính phủ Việt Nam đã làm rất tốt, giúp Intel Việt Nam có thể tiếp tục sản xuất, duy trì chuỗi cung ứng trong đại dịch."[31]

Ngoài ra, Gelsinger cũng đang nắm giữ tám bằng sáng chế, chủ yếu là về các lĩnh vực truyền thông, kiến trúc máy tính và cấu trúc VLSI.

## Đời tư
Gelsinger và vợ ông, Linda, đều là những người Thiên Chúa giáo. Họ cũng "tài trợ cho nhiều chiến dịch tình nguyện", bao gồm cả việc tài trợ cho các nhóm cứu hộ cứu nạn. Năm 2013, ở tuổi 52, Gelsinger sáng lập hội "Biến đổi Vịnh với Chúa Jesus" (Transforming the Bay with Christ, TBC), một liên minh của các nhà lãnh đạo doanh nghiệp, đầu tư mạo hiểm, các nhà lãnh đạo và mục sư phi lợi nhuận nhằm mục đích thay đổi và cải thiện cuộc sống của khoảng một triệu người trong thập niên 2020. Ông đã giúp thành lập tổ chức Cơ đốc giáo khu vực Sacramento, từ đó ông nhận được bằng tiến sĩ danh dự của Đại học William Jessup, và được tạp chí Money, Inc nhận định là "một trong số những tỷ phú hào phóng nhất thế giới" năm 2018.

## Danh hiệu
Ông được vinh danh là thành viên của Viện Kỹ sư Điện và Điện tử năm 2008 và giữ chức vụ giám đốc Hiệp hội Công nghiệp Bán dẫn (SIA). Ông là thành viên của Ủy ban Cố vấn Viễn thông An ninh Quốc gia (NSTAC)
Năm 2021, Gelsinger được bổ nhiệm phục vụ trong Hội đồng Cố vấn Khoa học và Công nghệ của Tổng thống Joe Biden . Ở vị trí này, ông đã tư vấn cho Biden về tình trạng thiếu chip và ủng hộ việc thông qua Đạo luật Khoa học và CHIPS . Gelsinger là khách mời trong bài phát biểu Thông điệp Liên bang của Biden vào tháng 3 năm 2022.  Biden đã lên tiếng ủng hộ việc Intel đầu tư vào các nhà máy chế tạo ở Mỹ và đã đến thăm cơ sở trị giá 20 tỷ USD được quy hoạch ở Ohio cùng với Gelsinger.
Vào tháng 10 năm 2021, Gelsinger được giới thiệu vào Hiệp hội những người thay đổi thế giới của Đại học Indiana Wesleyan . Trong khi phát biểu trong khuôn viên trường, ông đã nhận được bằng tiến sĩ khoa học danh dự và một bức tượng bán thân bằng đồng của Gelsinger đã được đặt trong thư viện tròn của trường đại học. Năm 2022, ông được trao bằng Tiến sĩ Kỹ thuật danh dự của Đại học bang Ohio .

## Các cuốn sách, câu nói và phát biểu nổi tiếng

### Sách
- Lập trình trên vi xử lý Intel 80386 (Programming the 80386, đồng tác giả với John Crawford, 1987)
- Cân bằng giữa Gia đình bạn, Lòng tin và Công việc (tên gốc: Balancing Your Family, Faith & Work, cùng với David C.Cook, 2003)
- Cân bằng giữa Gia đình bạn, Lòng tin và Công việc (Phiên bản truyền cảm hứng) (tên gốc: The Juggling Act: Bringing Balance to Your Faith, Family, and Work, cùng với David C.Cook, 2008)